# Надпись из Бэт-Крик

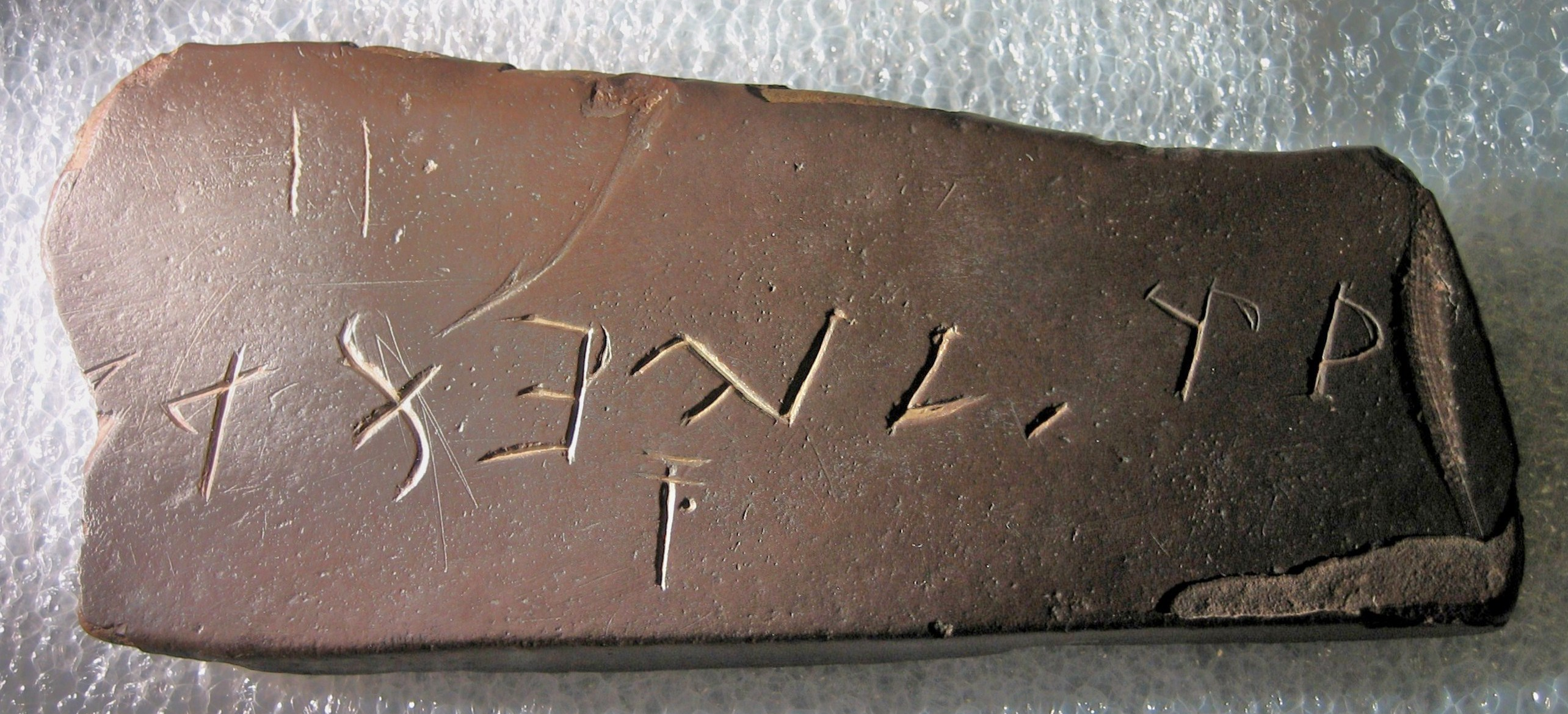
Надпись из Бэт-Крик. 2010 г.

На́дпись из Бэт-Крик — археологическая находка в штате Теннесси. Надпись вырезана на камне и обнаружена в индейской могиле. Внешний вид знаков напоминает письменность чероки, изобретённую в XIX веке.

## Находка
Надпись была обнаружена в 1889 г. при раскопках могильного кургана индейцев группой Джона У. Эмерта из Смитсоновского института в 1889 г. в дельте рек Малой Теннесси и Бэт-Крик. Позднее курган сравняли с землёй археологи Университета Теннесси, проводившие варварские археологические раскопки в 1970-х гг.

## Проблема подлинности надписи
В начале 1970-х гг. известный лингвист-семитолог Сайрус Гордон объявил, что надпись, по его мнению, является древнееврейской и свидетельствует о доколумбовых контактах древних семитов с Америкой. Тем не менее, практически сразу же археологи из Университета Теннеси и другие эксперты отвергли гипотезу Гордона, предположив, что надпись является подделкой, характерной для конца XIX века.
Американские археологи Роберт Мэйнфорт и Мэри Куос в публикации в American Antiquity (2004) доказали, что надпись была скопирована из масонской книги 1870 г. и, таким образом, является подделкой ассистента руководителя экспедиции, который «обнаружил» эту надпись в ходе раскопок. По поводу сходной сенсации — надписи из Параибы в Бразилии — Ф. Кросс ещё в 1968 г. писал (за несколько лет до публикации книги Гордона) о том, что надпись наверняка представляла собой подделку XIX века.